# Jett Luchanko
Jett Luchanko, född 21 augusti 2006, är en kanadensisk professionell ishockeyforward som spelar för Philadelphia Flyers i National Hockey League (NHL).
Han har tidigare spelat för Guelph Storm i Ontario Hockey League (OHL).
Luchanko draftades av Philadelphia Flyers i första rundan i 2024 års draft som 13:e spelare totalt.

## Statistik
| 2021–2022  | London Jr. Knights  | AH         | 21  | 19 | 27 | 46 | 12 | 8  | 4 | 12 | 16 | 6 |
|            | Strathroy Rockets   | GOJHL      | 4   | 1  | 1  | 2  | 0  | —  | — | —  | —  | — |
| 2022–2023  | Guelph Storm        | OHL        | 46  | 5  | 9  | 14 | 10 | 6  | 0 | 1  | 1  | 2 |
| 2023–2024  | Guelph Storm        | OHL        | 68  | 20 | 54 | 74 | 36 | 4  | 0 | 3  | 3  | 6 |
| 2024–2025  | Philadelphia Flyers | NHL        | 1   | 0  | 0  | 0  | 0  | —  | — | —  | —  | — |
| NHL totalt | NHL totalt          | NHL totalt | 1   | 0  | 0  | 0  | 0  | —  | — | —  | —  | — |
| OHL totalt | OHL totalt          | OHL totalt | 114 | 25 | 63 | 88 | 46 | 10 | 0 | 4  | 4  | 8 |

### Internationellt
| Källa: Uppdaterad: 2024-10-12 | Källa: Uppdaterad: 2024-10-12 | Källa: Uppdaterad: 2024-10-12 |         | Utv = Utvisningsminuter | Utv = Utvisningsminuter | Utv = Utvisningsminuter | Utv = Utvisningsminuter | Utv = Utvisningsminuter |
| År                            | Lag                           | Mästerskap                    | Matcher | Mål                     | Assists                 | Poäng                   | Utv                     |                         |
| ----------------------------- | ----------------------------- | ----------------------------- | ------- | ----------------------- | ----------------------- | ----------------------- | ----------------------- | ----------------------- |
| 2024                          | Kanada                        | U18-VM                        | 7       | 2                       | 5                       | 7                       | 6                       |                         |
| Junior totalt                 | Junior totalt                 | Junior totalt                 | 7       | 2                       | 5                       | 7                       | 6                       |                         |